# Cycles (The Doobie Brothers)
Cycles è il decimo album discografico in studio del gruppo musicale rock statunitense The Doobie Brothers, pubblicato nel 1989.

## Tracce
1. The Doctor (Johnston, Midnight, Schwartz) – 3:47
2. One Chain (Don't Make No Prison) (Lambert, Potter) – 4:03
3. Take Me to the Highway (Simmons, Ockerman, Fedele, Midnight, Schwartz) – 3:21
4. South of the Border (Johnston) – 4:23
5. Time Is Here and Gone (LaKind, McFee, Knudsen) – 3:52
6. Need a Little Taste of Love (M. Isley, E. Isley, R. Isley, O. Isley, Jasper) – 4:07
7. I Can Read Your Mind (Simmons, Ockerman, Thompson) – 4:29
8. Tonight I'm Coming Through (The Border) (LaKind, McDonald) – 4:29
9. Wrong Number (Johnston) – 4:09
10. Too High a Price (LaKind, Zirngeibel, Herron) – 4:13

## Formazione
Gruppo
- Tom Johnston - chitarra, voce
- Patrick Simmons - chitarra, voce
- Tiran Porter - basso, voce
- John Hartman - batteria, voce
- Michael Hossack - batteria, percussioni
- Bobby LaKind - percussioni, voce

Collaboratori
- Bill Payne, Dave Tyson, Kim Bullard, Dale Ockerman, Phil Aaberg - tastiere
- Don Frank - batteria elettrica
- The Memphis Horns (Wayne Jackson, Andrew Love) - corni